# 伊沃南
伊沃南（法語：Yvonand）是瑞士联邦西部法语区的沃州下设的一个镇。在行政上属于沃州北汝拉区管辖。伊沃南的总面积为13.39平方公里。截至2010年底，总人口为2,537。

## 外部链接

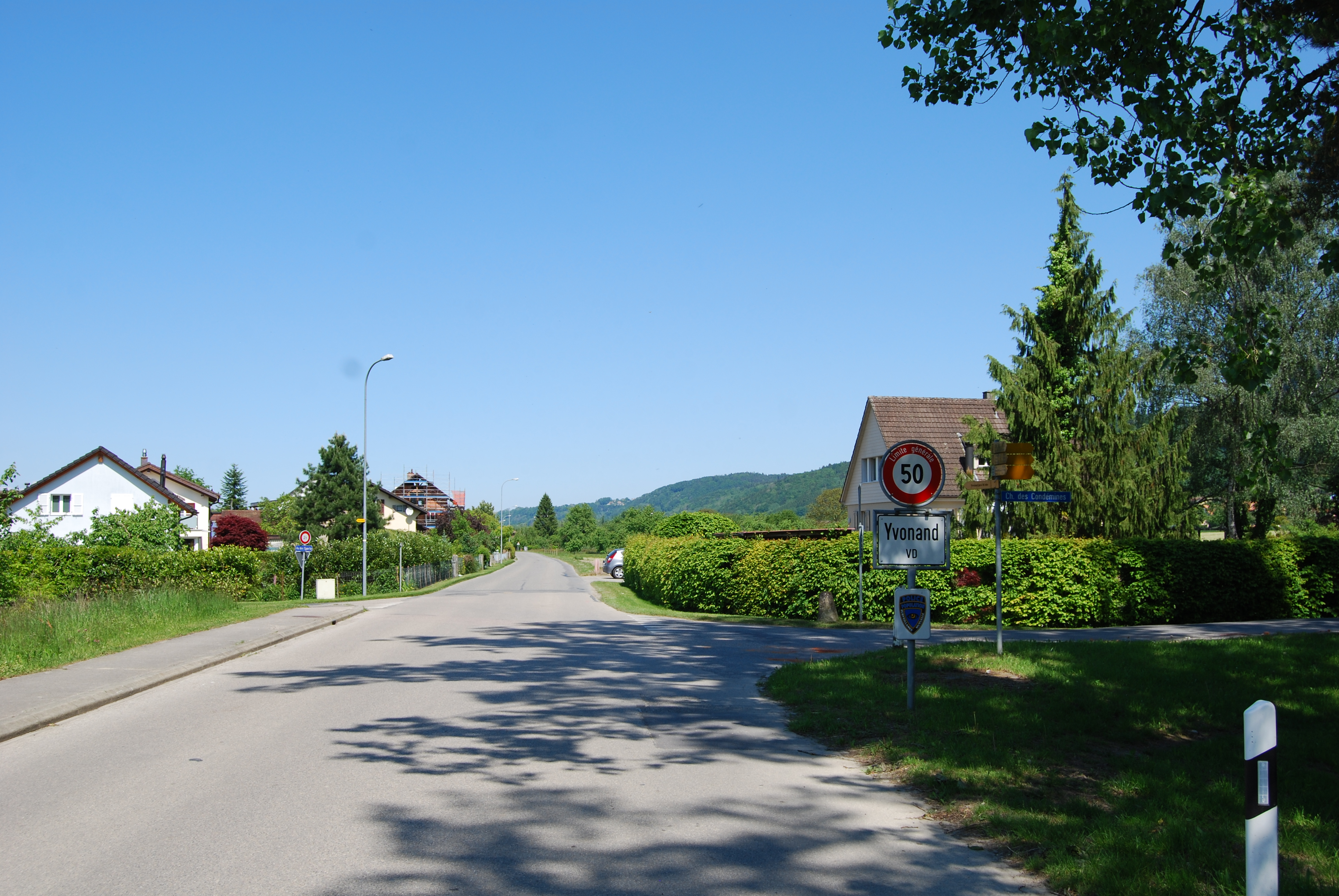
伊沃南

## 地理
伊沃诺北临纳沙泰尔湖。